# Verzenay
Verzenay est une commune française située dans le département de la Marne, en région Grand Est.
Ses habitants sont appelés les Bouquins et les Bouquines[pourquoi ?].

## Géographie
Verzenay se situe sur le versant nord de la montagne de Reims, au cœur du vignoble de Champagne. La commune appartient au parc naturel régional de la Montagne de Reims.
|                  | Sillery      | Prunay, Beaumont-sur-Vesle |
| Mailly-Champagne | Verzenay     | Verzy                      |
|                  | Val de Livre |                            |

### Hydrographie

#### Réseau hydrographique
La commune est traversée par la ligne de partage des eaux entre les régions hydrographiques « la Seine de sa source au confluent de l'Oise (exclu) » et « la Seine du confluent de l'Oise (inclus) à l'embouchure » au sein du bassin Seine-Normandie. Elle est drainée par la Vesle, le canal de la Marne à l'Aisne et le Fossé 01 de la Neuville-en-Chaillois,.
La Vesle, d'une longueur de 139 km, prend sa source dans la commune de Somme-Vesle et se jette  dans l'Aisne à Ciry-Salsogne, après avoir traversé 52 communes. Les caractéristiques hydrologiques de la Vesle sont données par la station hydrologique située sur la commune de Verzenay. Le débit moyen mensuel est de 2,63 m3/s. Le débit moyen journalier maximum est de 13,9 m3/s, atteint lors de la crue du 12 février 1988. Le débit instantané maximal est quant à lui de 14,3 m3/s, atteint le 18 avril 2001.
Depuis 1866, le canal de l'Aisne à la Marne reliant Berry-au-Bac à Condé-sur-Marne permet à Reims d'avoir un accès à la Marne à partir des canaux de l'Aisne. Construit à partir du 9 mars 1842, ce canal à bief de partage possède une longueur de 58 km et a permis, lorsque cette voie maritime a été reliée en 1861 par le canal de la Marne au Rhin, de former une grande ligne de navigation qui permit de relier Strasbourg à Lille en passant par le Rhin. Il est mis au gabarit Freycinet entre 1878 et 1883,. 

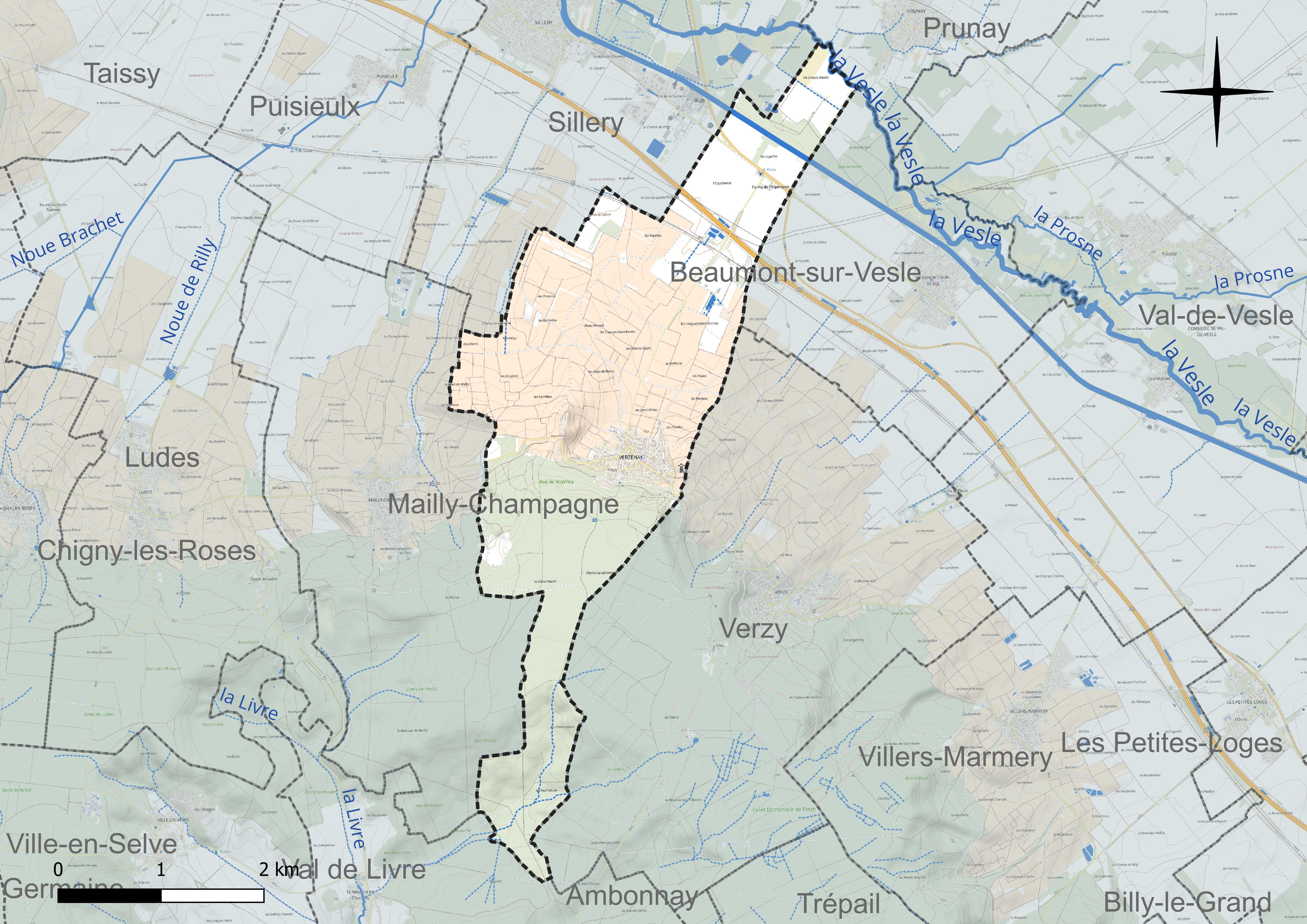
Réseau hydrographique de Verzenay.

#### Gestion et qualité des eaux
Le territoire communal est couvert par le schéma d'aménagement et de gestion des eaux (SAGE) « Aisne Vesle Suippe ». Ce document de planification, dont le territoire s’étend sur 3 096 km2 répartis sur trois départements (Aisne, Marne et Ardennes) et deux régions (Champagne-Ardenne et Picardie), a été approuvé le 16 décembre 2013. La structure porteuse de l'élaboration et de la mise en œuvre est le Syndicat d’aménagement des bassins Aisne Vesle Suippe (SIABAVES). 
La qualité des cours d’eau peut être consultée sur un site dédié géré par les agences de l’eau et l’Agence française pour la biodiversité. 

### Climat
Pour des articles plus généraux, voir Climat du Grand Est et Climat de la Marne.
En 2010, le climat de la commune est de type climat océanique dégradé des plaines du Centre et du Nord, selon une étude du Centre national de la recherche scientifique s'appuyant sur une série de données couvrant la période 1971-2000. En 2020, Météo-France publie une typologie des climats de la France métropolitaine dans laquelle la commune est exposée à un climat océanique altéré et est dans la région climatique Nord-est du bassin Parisien, caractérisée par un ensoleillement médiocre, une pluviométrie moyenne régulièrement répartie au cours de l’année et un hiver froid (3 °C).
Pour la période 1971-2000, la température annuelle moyenne est de 10,5 °C, avec une amplitude thermique annuelle de 16,8 °C. Le cumul annuel moyen de précipitations est de 782 mm, avec 12 jours de précipitations en janvier et 7,7 jours en juillet. Pour la période 1991-2020, la température moyenne annuelle observée sur la station météorologique de Météo-France la plus proche, « Mailly-civc », sur la commune de Mailly-Champagne à 2 km à vol d'oiseau, est de 11,2 °C et le cumul annuel moyen de précipitations est de 755,5 mm. 
La température maximale relevée sur cette station est de 39,8 °C, atteinte le 25 juillet 2019 ; la température minimale est de −20 °C, atteinte le 16 janvier 1985,,.
Les paramètres climatiques de la commune ont été estimés pour le milieu du siècle (2041-2070) selon différents scénarios d'émission de gaz à effet de serre à partir des nouvelles projections climatiques de référence DRIAS-2020. Ils sont consultables sur un site dédié publié par Météo-France en novembre 2022.

## Urbanisme

### Typologie
Au 1er janvier 2024, Verzenay est catégorisée bourg rural, selon la nouvelle grille communale de densité à sept niveaux définie par l'Insee en 2022.
Elle est située hors unité urbaine. Par ailleurs la commune fait partie de l'aire d'attraction de Reims, dont elle est une commune de la couronne,. Cette aire, qui regroupe 294 communes, est catégorisée dans les aires de 200 000 à moins de 700 000 habitants,.

### Occupation des sols
L'occupation des sols de la commune, telle qu'elle ressort de la base de données européenne d’occupation biophysique des sols Corine Land Cover (CLC), est marquée par l'importance des territoires agricoles (62,5 % en 2018), une proportion sensiblement équivalente à celle de 1990 (62,7 %). La répartition détaillée en 2018 est la suivante : cultures permanentes (43,1 %), forêts (34,3 %), terres arables (19,3 %), zones urbanisées (3,2 %). L'évolution de l’occupation des sols de la commune et de ses infrastructures peut être observée sur les différentes représentations cartographiques du territoire : la carte de Cassini (XVIIIe siècle), la carte d'état-major (1820-1866) et les cartes ou photos aériennes de l'IGN pour la période actuelle (1950 à aujourd'hui).

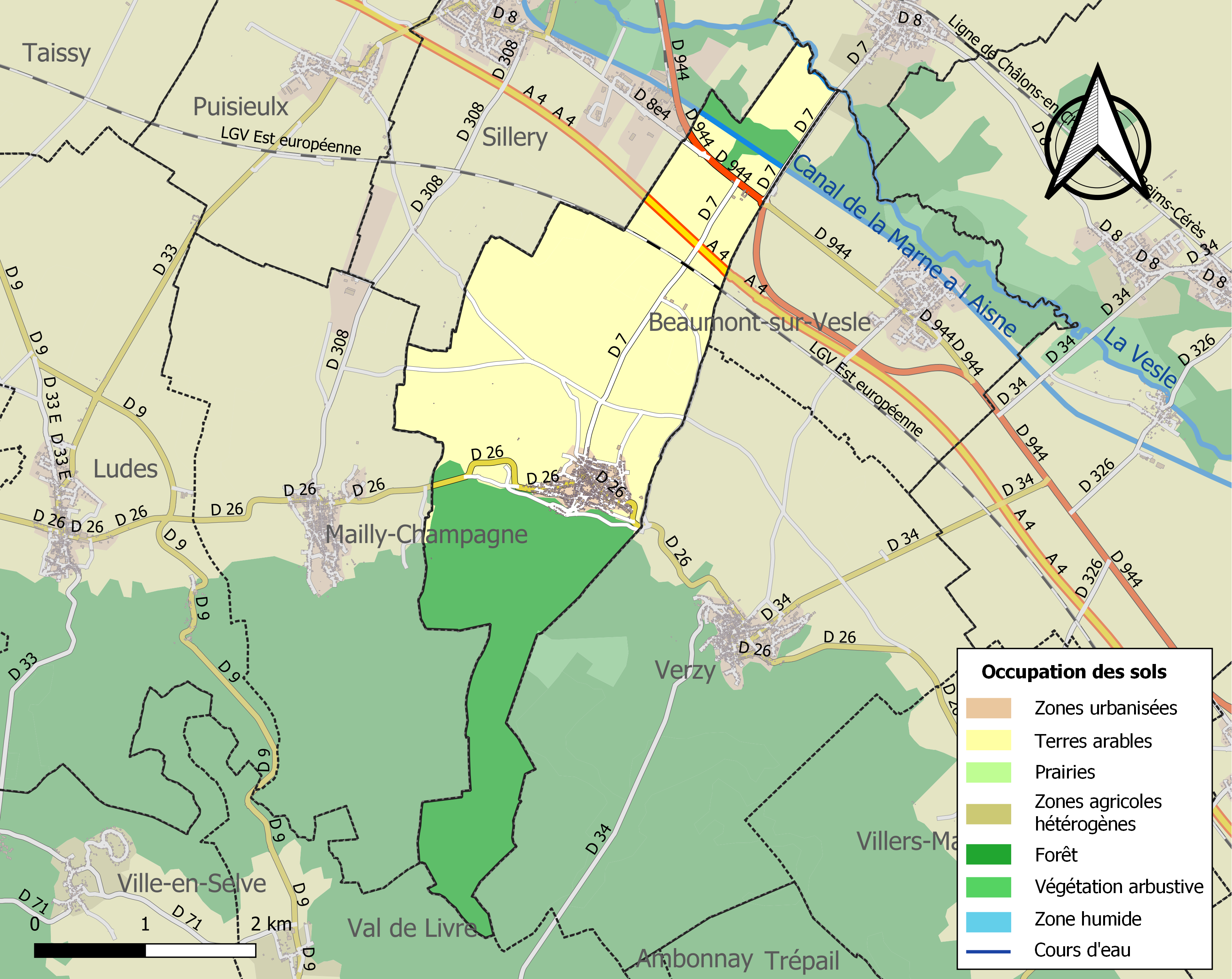
Carte des infrastructures et de l'occupation des sols de la commune en 2018 (CLC).

## Toponymie
| Nom du village         | Époque    |
| ---------------------- | --------- |
| Virdunacus             | 849-857   |
| Verziniacum            | 1086      |
| Vercenaium             | 1215      |
| Verzenaium             | 1218      |
| Verzenai               | 1223      |
| Verdenai               | vers 1252 |
| Verdenaium             | vers 1260 |
| Verzeneium, Versenaium | 1271      |
| Verzena                | 1274      |
| Versenai               | 1293      |
| Verdenay               | 1346      |
| Verzenay               | 1385      |

## Histoire

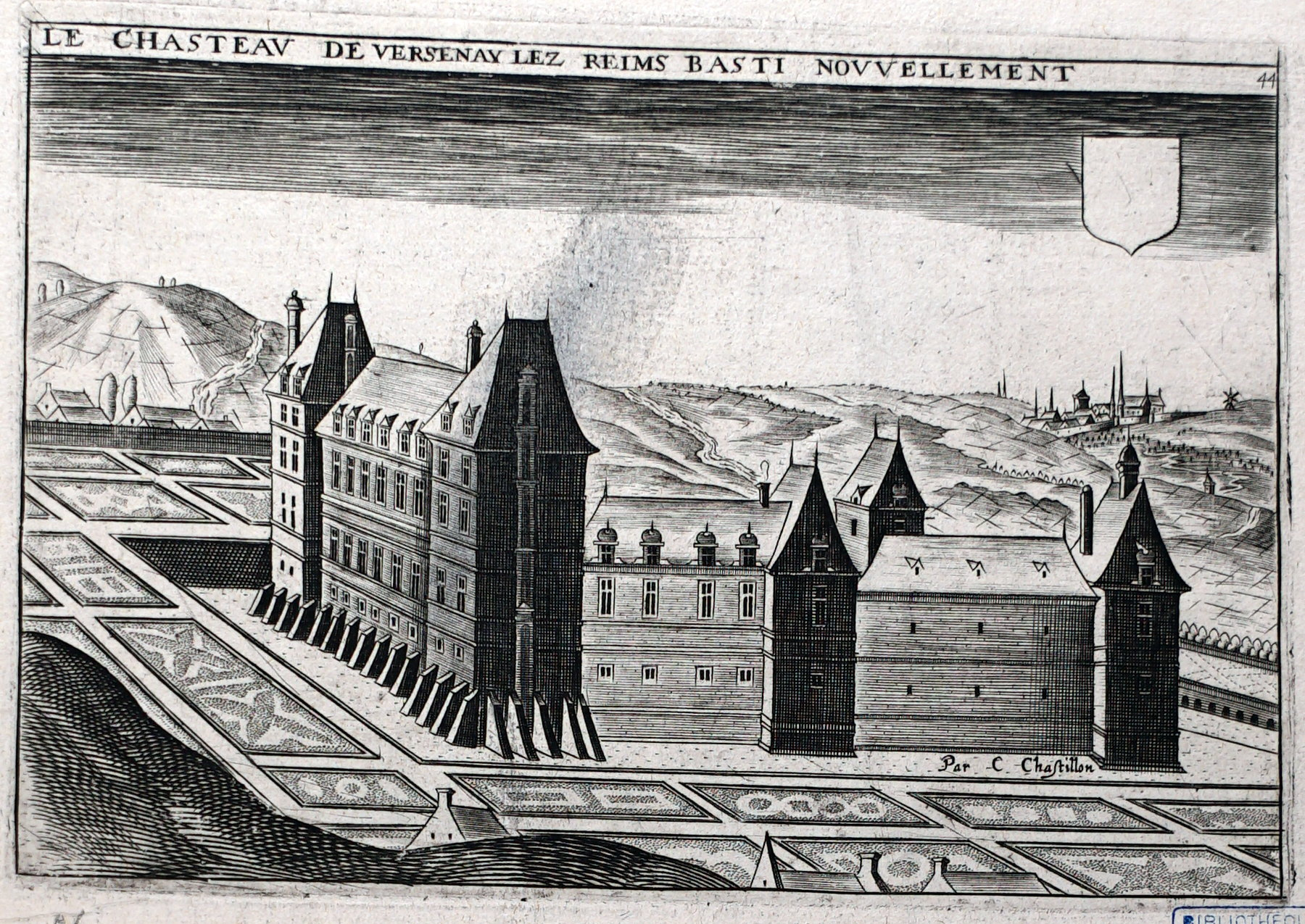
Château avant 1616 par Claude Chastillon.

### Première Guerre mondiale
Verzenay a subi des dégâts importants pendant la Première Guerre mondiale.

#### Pertes humaines
- 110 soldats morts au champ d'honneur.
- 17 victimes civiles. Hommes, femmes et enfants tués par les obus dans les rues, les vignes ou les maisons de Verzenay.
- 32 mutilés.

Sur une population qui, au 1er août 1914 comptait 2 104 habitants, la guerre a donc détruit plus du vingtième de l'effectif ; sans parler des 204 personnes décédées au cours de leur émigration à l'arrière, ni des 600 autres qui n'ont jamais pu revenir au pays natal parce qu'elles n'y possédaient plus un abri.

#### Ruines matérielles
- 75 maisons totalement détruites ;
- 191 presque anéanties ;
- 257 très détériorées ;
- 4 maisons seulement n’ont pas été touchées par les obus.

#### Dégâts dans les vignes
95 hectares de vignes ont été complètement détruits par les obus, les tranchées ou les réseaux et camouflages. Le reste du terroir, 350 hectares au total, était en friche, n'ayant pu être cultivé pendant les années de guerre.

#### Bilan
Verzenay, pendant 4 ans, a subi 257 bombardements et reçu sur ses maisons plus 6 000 obus de tous calibres, alors que les vignes et les terres en recevaient un nombre incalculable.
II a fallu 10 ans d'efforts et de travail des habitants pour réparer les désastres et beaucoup des concitoyens sont morts à la peine.
À trois kilomètres de la ligne de feu et sur la crête des falaises de Champagne, Verzenay offrait une parfaite cible aux artilleurs allemands ; et ceux-ci ne se privaient pas d'arroser les maisons et les vignes dès qu'ils voyaient le moindre rassemblement ou simplement quelques travailleurs dispersés.

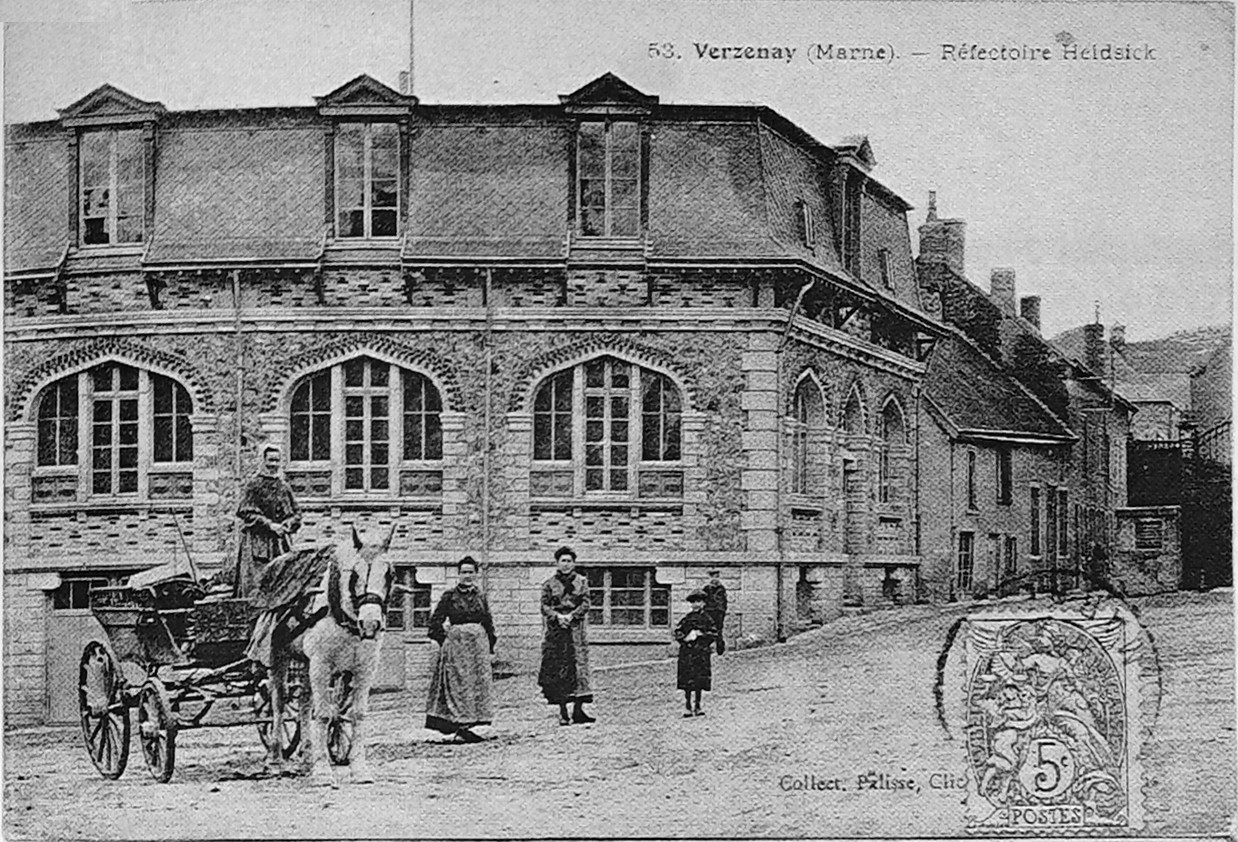
Le réfectoire Heidsick,
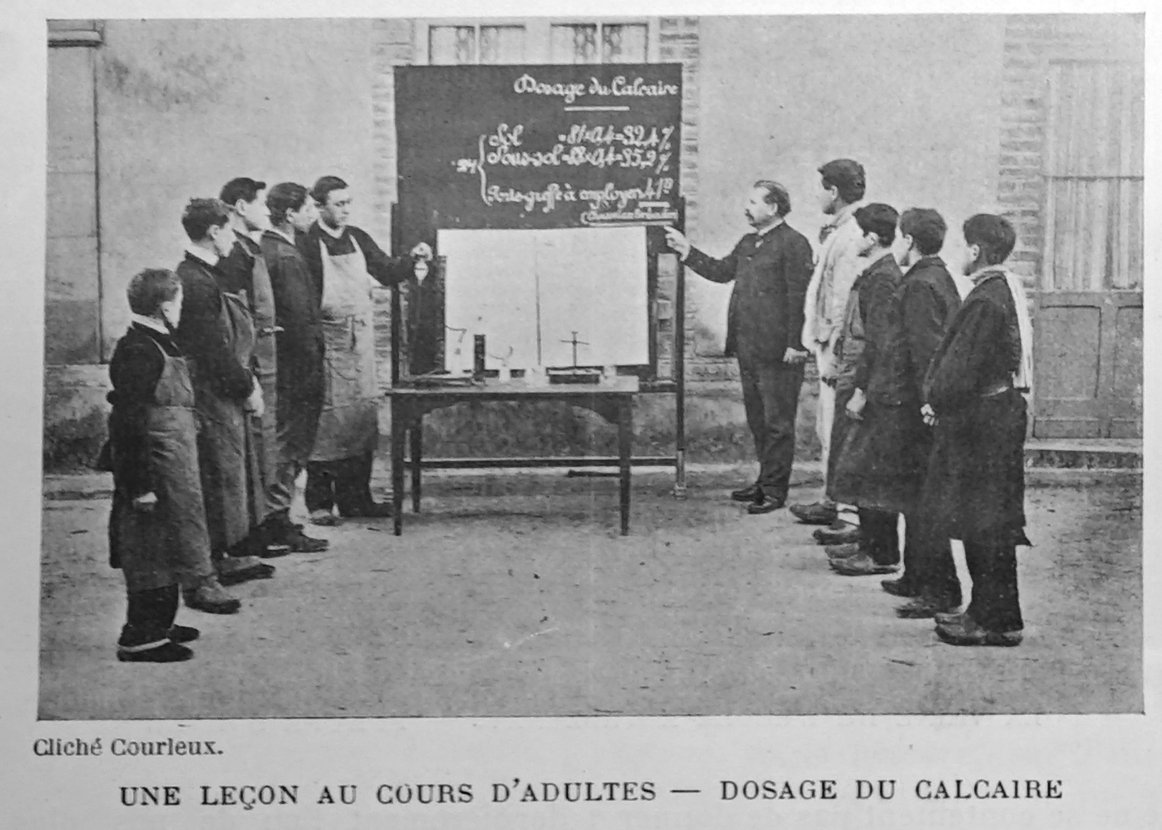
l'école de viticulture en 1907,
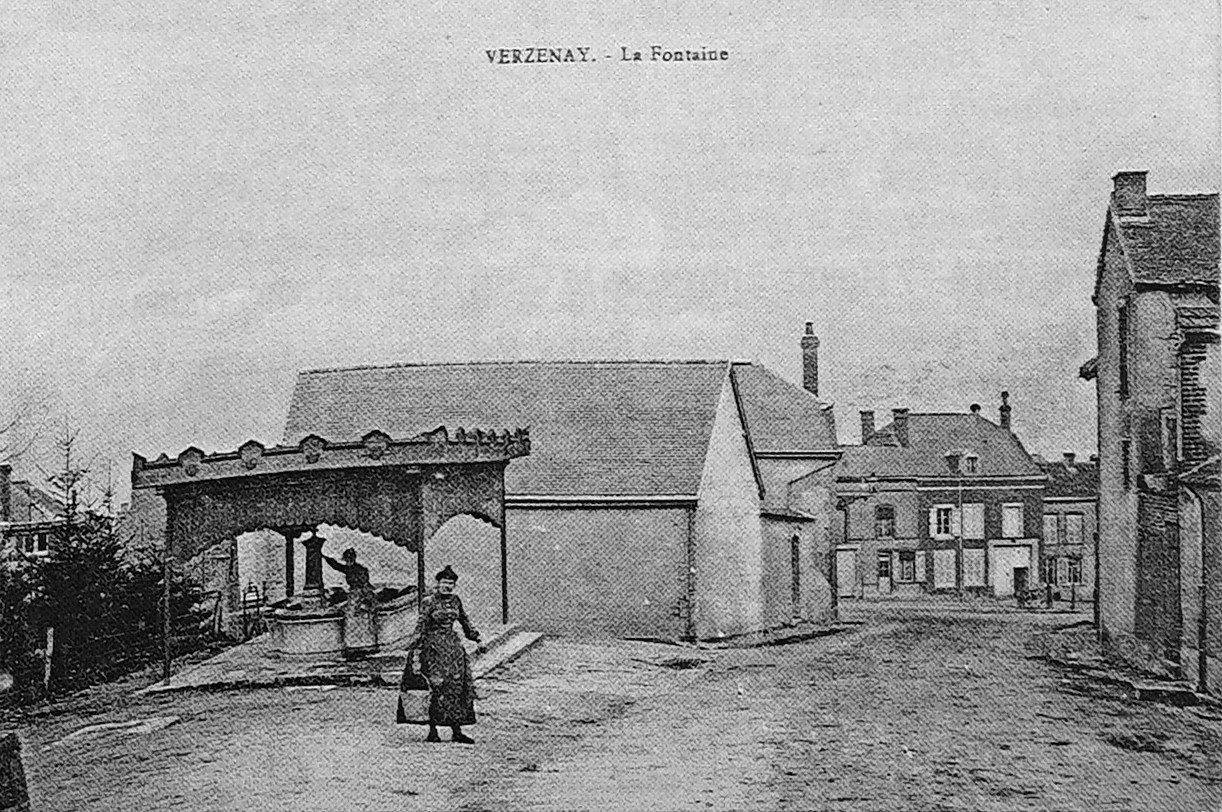
la fontaine,
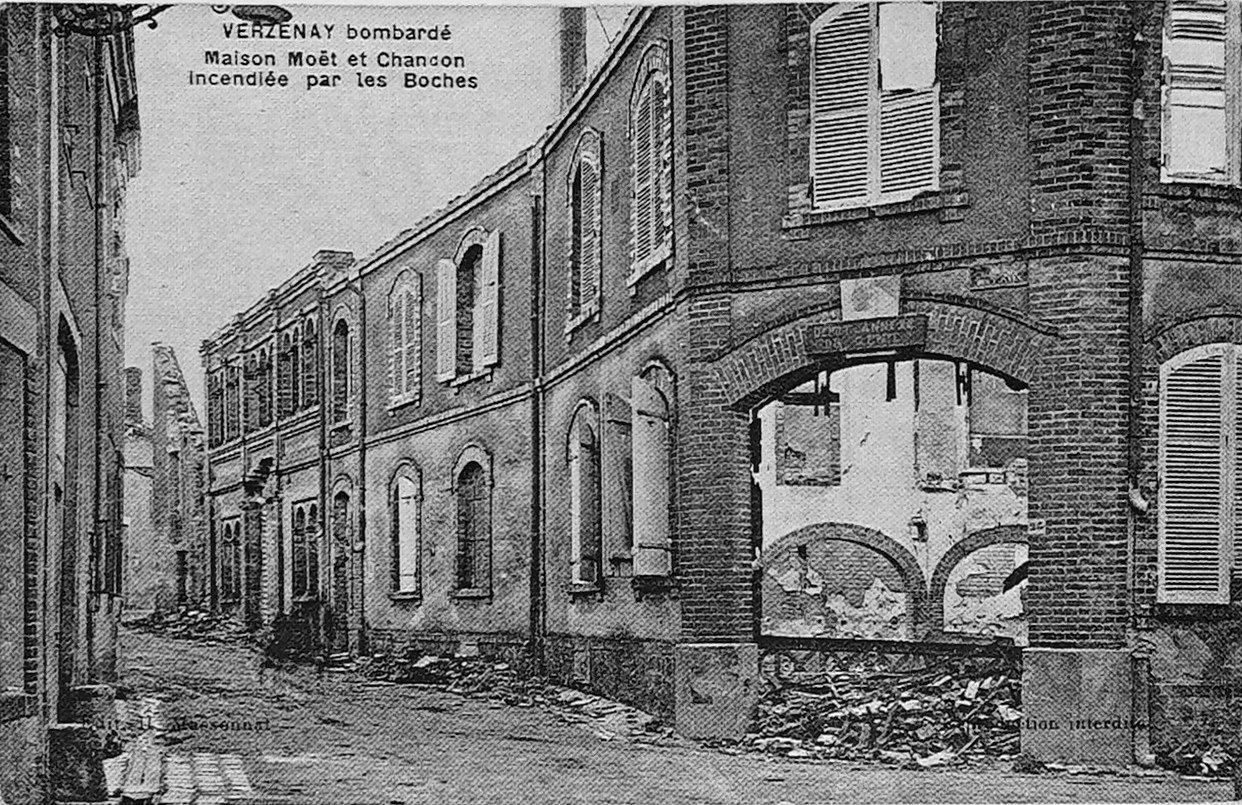
la maison Moët-Chandon détruite par la Grande Guerre.

## Politique et administration

### Intercommunalité
La commune, antérieurement membre de la communauté de communes Vesle-Montagne de Reims, est membre, depuis le 1er janvier 2014, de la communauté de communes Vesle et Coteaux de la Montagne de Reims.
En effet, conformément aux prévisions du schéma départemental de coopération intercommunale (SDCI) de la Marne du 15 décembre 2011, cette communauté de communes est née le 1er janvier 2014 de la fusion de trois petites intercommunalités :
- la Communauté de communes des Forêts et Coteaux de la Grande Montagne (CCFCGM), qui regroupait cinq communes ;
- la Communauté de communes des Rives de Prosne et Vesle (CCRPV), sauf la commune de Prosnes, soit deux communes ;
- la Communauté de communes Vesle-Montagne de Reims (CCVMR), qui regroupait neuf communes ;

auxquelles s'est joint la commune isolée de Villers-Marmery.

### Jumelages
- Berloz (Belgique)

## Démographie
L'évolution du nombre d'habitants est connue à travers les recensements de la population effectués dans la commune depuis 1793. Pour les communes de moins de 10 000 habitants, une enquête de recensement portant sur toute la population est réalisée tous les cinq ans, les populations de référence des années intermédiaires étant quant à elles estimées par interpolation ou extrapolation. Pour la commune, le premier recensement exhaustif entrant dans le cadre du nouveau dispositif a été réalisé en 2006.

En 2022, la commune comptait 999 habitants, en évolution de −5,93 % par rapport à 2016 (Marne : −1,19 %, France hors Mayotte : +2,11 %).
| 1793 | 1800  | 1806  | 1821  | 1831  | 1836  | 1841  | 1846  | 1851  |
| ---- | ----- | ----- | ----- | ----- | ----- | ----- | ----- | ----- |
| 860  | 1 220 | 1 263 | 1 172 | 1 272 | 1 262 | 1 282 | 1 302 | 1 319 |

| 1856  | 1861  | 1866  | 1872  | 1876  | 1881  | 1886  | 1891  | 1896  |
| ----- | ----- | ----- | ----- | ----- | ----- | ----- | ----- | ----- |
| 1 260 | 1 320 | 1 402 | 1 475 | 1 643 | 1 671 | 1 870 | 1 929 | 2 130 |

| 1901  | 1906  | 1911  | 1921  | 1926  | 1931  | 1936  | 1946  | 1954  |
| ----- | ----- | ----- | ----- | ----- | ----- | ----- | ----- | ----- |
| 2 132 | 2 199 | 2 085 | 1 545 | 1 368 | 1 350 | 1 278 | 1 242 | 1 315 |

| 1962  | 1968  | 1975  | 1982  | 1990  | 1999  | 2006  | 2011  | 2016  |
| ----- | ----- | ----- | ----- | ----- | ----- | ----- | ----- | ----- |
| 1 348 | 1 350 | 1 253 | 1 175 | 1 057 | 1 094 | 1 076 | 1 053 | 1 062 |

| 2021  | 2022 | - | - | - | - | - | - | - |
| ----- | ---- | - | - | - | - | - | - | - |
| 1 015 | 999  | - | - | - | - | - | - | - |

## Culture et patrimoine

### Le phare de Verzenay
Le phare de Verzenay abrite le musée de la Vigne. Il fut érigé en 1909 par Joseph Goulet, fils de Modeste Goulet, fondateur des succursales Goulet-Turpin. Ce négociant en vins de Champagne aux idées avant-gardistes a construit le phare dans un but publicitaire. Il était éclairé la nuit. Un restaurant et une guinguette y étaient installés dans des bâtiments annexes, disparus depuis.
La Première Guerre mondiale met fin à ce succès, laissant un édifice dégradé et envahi par la végétation. Puis, en 1987, le phare de Verzenay, qui était la propriété d'une maison de champagne, fut racheté par la commune de Verzenay qui, déjà, pensait y créer un écomusée. Un dialogue s'établit donc avec les responsables du parc naturel régional de la Montagne de Reims et un dossier fut étudié pour réhabiliter le site. La municipalité de Verzenay décida donc d'entreprendre cette rénovation mais c'est la communauté de communes Vesle et Coteaux de la Montagne de Reims qui prit en charge la réalisation de ce projet, en 1994. Le 3 octobre 1999, le musée de la Vigne ouvrit ses portes au public.

### Autres lieux et monuments

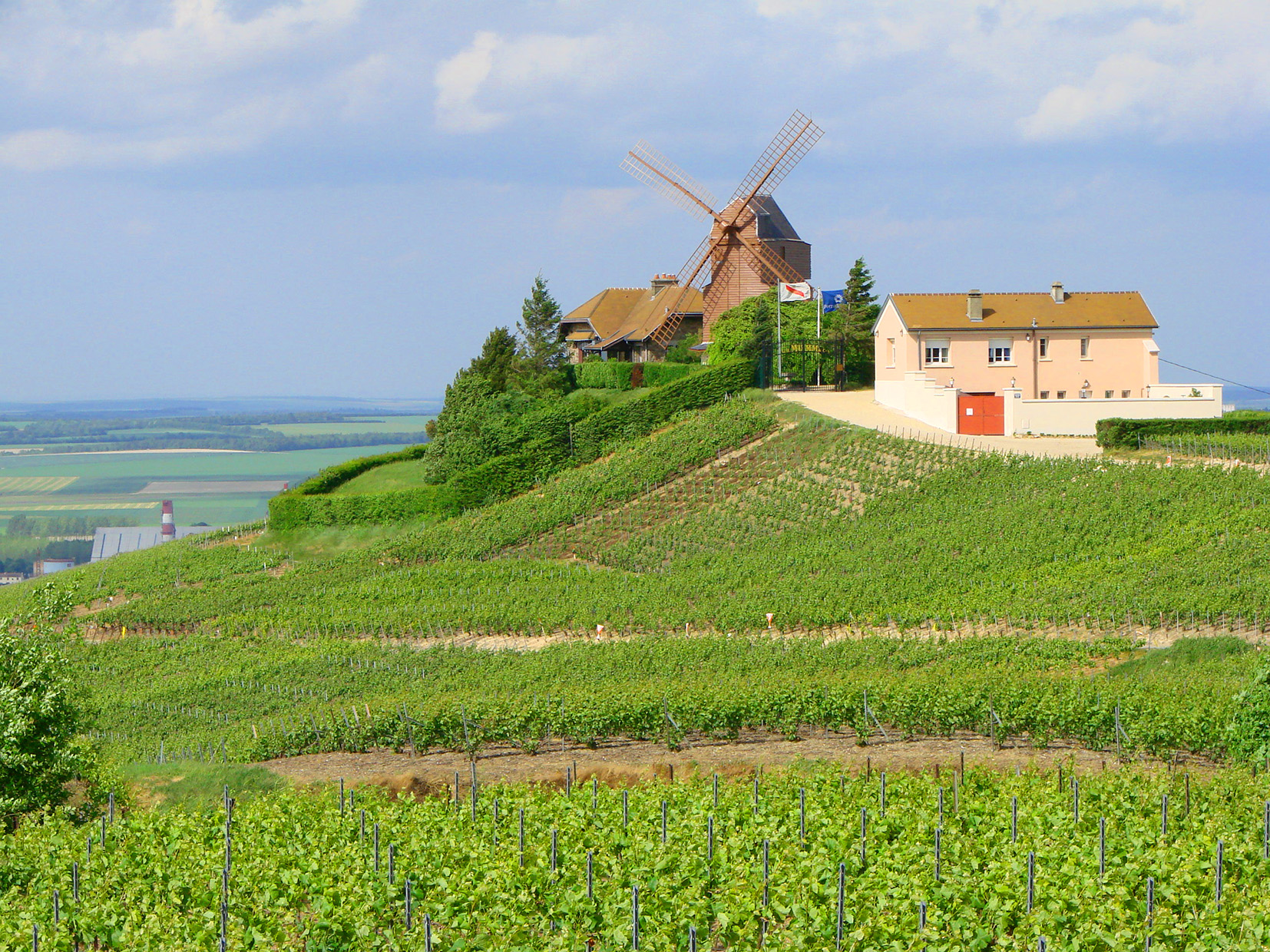
Le moulin à vent de Verzenay.

Le moulin à vent construit en 1818, propriété de la maison Heidsieck & C° Monopole, servit d'observatoire pendant les Première et Seconde Guerres mondiales.
On y trouve un four à chaux (1912-1913), construit par la Société Piquemill Corne et Cie pour la maison Bollinger. Il est acquis par la commune de Verzenay en 2009 et restauré en 2010-2011. Son inauguration après restauration complète a eu lieu en 2012.

### Héraldique
| Armes de Verzenay | Les armes de la commune se blasonnent ainsi : parti : au premier de sinople au moulin à vent de gueules, ailé d'or, accompagné de douze étoiles du même ordonnées en orle rond, au second d'azur à la bande d'argent côtoyée de deux doubles cotices potencées et contre-potencées d'or. |